# سد ارگنای
سد ارگنای (به لاتین: Irganai Dam) یک سد و نیروگاه برقابی در روسیه است که در Untskul region واقع شده‌است.